# Szeréna
A Szeréna a Szerénusz férfinév női párja.

## Rokon nevek
- Szerénke: a Szeréna önállósult beceneve.[2]

## Gyakorisága
Az 1990-es években a Szeréna igen ritka, a Szerénke szórványos név, a 2000-es években nem szerepelnek a 100 leggyakoribb női név között.

## Névnapok
Szeréna, Szerénke
- július 28.[2]
- augusztus 16.[2]
- szeptember 14.[5]

## Híres Szerénák, Szerénkék
- Serena Williams, amerikai teniszező
- Szerénke a Frakk, a macskák réme rajzfilmsorozat egyik macska-szereplője
- Papp-Váry Elemérné Sziklay Szeréna a magyar Hiszekegy költőnője